# روابط عراق و سوریه
روابط عراق و سوریه  روابط دو جانبه/ روابط دیپلماتیک بین کشورهای حاکم عراق و سوریه است . از آنجا که هر دو کشور همسایه هستند ، مرز مشترک عراق و سوریه این دو را به هم نزدیکتر کرده است . روابط با پیوندهای طولانی مدت فرهنگی و سیاسی و همچنین رقابت منطقه ای سابق مشخص شده است. این دو کشور شکل فعلی خود را پس از توافقنامه سایکس-پیکو برای تجزیه امپراتوری عثمانی به مناطق نفوذ انگلیس و فرانسه پس از جنگ جهانی اول به دست آوردند. هر دو کشور عمدتاً عرب و مسلمان هستند و اقلیتهای کرد ، مسیحی و سوری ترکمن و ترکمنهای عراق هستند. روابط سیاسی بین آنها اغلب خصمانه بوده است. از زمانی که ملک فیصل در اوایل دهه ۱۹۲۰ پادشاهی عراق را به دست گرفت ، رهبران عراق آرزوی اتحاد دو کشور را داشتند. حتی در زمان آشفته شدن روابط عراق و سوریه در سالهای آخر صدام حسین ، روابط دو کشور خوب نبود. روابط جدید دیپلماتیک که در نوامبر ۲۰۰۶ برقرار شد ، به عنوان آغاز دوره همکاری نزدیک بین عراق و سوریه اعلام می شود.
هر دو کشور علیه دولت اسلامی عراق و شام (داعش) جنگیدند. در جنگ داخلی سوریه ، داوطلبان عراقی در کنار ارتش سوریه  در سوریه می جنگند. این دو کشور بخشی از ائتلاف روسیه - سوریه - ایران - عراق هستند که در نتیجه توافق در اواخر سپتامبر ۲۰۱۵ بین روسیه ، ایران ، عراق و سوریه برای "کمک و همکاری در جمع آوری اطلاعات در مورد داعش به بر اساس بیانیه صادر شده توسط فرماندهی عملیات مشترک عراق ، با پیشرفت های این گروه مبارزه کنید. از سال ۲۰۱۷ تا ۲۰۱۹ ، عراق از طرف دولت سوریه به جنگ داخلی سوریه پیوست و به نابودی دولت اسلامی عراق و شام در داخل این کشور کمک کرد.

## عراق و سوریه بعثی
تلاش های سوری ها و عراقی ها برای متحد کردن عراق و سوریه در یک کشور از زمان ایجاد کشورهای نوین تاکنون وجود داشته است. چنین تلاشهایی برای اتحاد در حزب بعث ادامه داشت. خصومت بین سوریه و عراق از سال ۱۹۶۶ و هنگامی که هر دو تحت حکومت بعثی بودند ، آغاز شد. روابط در اوایل دهه ۱۹۷۰ در طی جنگ یوم کیپور بهبود یافت ، اما پس از پذیرش سوریه از آتش بس با حمایت سازمان ملل متحد ، بازهم بازدارنده شد.
پس از جنگ ۱۹۷۳ ، حافظ اسد ، رئیس جمهور سوریه چندین تلاش در ۷۵ و ۱۹۷۴ برای حل اختلافات خود با عراق انجام داد (ناشی از پذیرش قطعنامه ۳۳۸ سازمان ملل از سوی سوریه که منجر به آتش بس در جنگ ۱۹۷۳ شد ؛ عراق نیروهای اعزامی خود را پس گرفت و در نتیجه پذیرش آتش بس از سوی سوریه برای کمک به سوریه فرستاده شد) و اتحادیه ای بین دو کشور ایجاد کرد. با این حال عراق پیشنهادات اسد را رد کرد و وی را به دلیل "آمادگی برای صلح" با اسرائیل محکوم کرد. روابط پرتنش بین عراق و سوریه تا سال ۱۹۷۸ ادامه خواهد یافت.
در اکتبر ۱۹۷۸ ، احمد حسن البکر ، رئیس جمهور عراق ، همکاری نزدیک با اسد را برای خنثی کردن توافقنامه کمپ دیوید آغاز کرد . امضای منشور اقدام مشترک ملی در بغداد که "نزدیکترین شکل روابط همبستگی" از جمله "همبستگی کامل نظامی" و همچنین "همبستگی اقتصادی ، سیاسی و فرهنگی" را فراهم می آورد.
در سال ۱۹۷۸ رئیس جمهور عراق احمد حسن البکر و حافظ اسد با طرحی موافقت کردند و شروع به ساخت معاهداتی کردند که منجر به اتحاد عراق و سوریه شود. این طرح قرار بود در ژوئیه سال ۱۹۷۹ اجرایی شود. با این حال ، صدام حسین ، معاون دبیر حزب بعث عراق ، از ترس از دست دادن قدرت خود به اسد (که قرار بود معاون اتحادیه جدید شود) ، البکر را به تهدید به خشونت مجبور به بازنشستگی کرد.
گفتگوهای های همبستگی پس از ژوئیه سال ۱۹۷۹ بین اسد و صدام ادامه یافت ، اما اسد درخواست های عراق را برای ادغام کامل بین دو کشور و استقرار فوری نیروهای عراقی در سوریه رد کرد. در عوض اسد ، شاید از سلطه عراق و جنگ جدید با اسرائیل ترسیده ، از یک رویکرد گام به گام حمایت می کند. مذاکرات همبستگی سرانجام پس از کشف ادعای توطئه سوریه برای سرنگونی صدام حسین در نوامبر ۱۹۷۹ به طور نامحدود متوقف شد.
اندکی پس از روی کار آمدن صدام ادعا کرد که از توطئه ای علیه وی مطلع شده و مورد حمایت سوریه قرار گرفته و به حالت تعلیق درآمده است ، و بعداً طرح اتحاد را کنار گذاشت. در نوامبر ۱۹۷۹ هر دو کشور رسماً روابط خود را به حالت تعلیق درآوردند و نمایندگی های دیپلماتیک خود را پس گرفتند. قبل از بازنشستگی اجباری ، بکر به اسد ابراز تمایل کرده بود که روند اتحادیه را تسریع کند ، زیرا می ترسید عناصر حزب بعث عراق در تلاشند نقشه اتحادیه را بکشند. با این وجود جنگ ایران و عراق و نزدیکی روزافزون اسد با ایران به طور کامل هرگونه امید به نزدیکی را پایان داد و در ژانویه ۱۹۸۲ مرزهای دو کشور بسته و مهر و موم شده و تجارت و رفت‌وآمد شهروندان متوقف شد.
بعداً سوریه به ائتلافی پیوست که کویت را در جنگ خلیج فارس از اشغال عراق آزاد کرد . تا زمان تمدید روابط دیپلماتیک در سال ۲۰۰۶ ، رهبران عراقی اغلب سوریه را متهم می کردند که با اجازه دادن به مبارزان خارجی سنی عرب برای عبور و مرور از مرزهای دو کشور ، می تواند در بی ثبات سازی کشورشان بی ثبات باشد.
روابط با سوریه به دلیل برتری در امور اعراب ، ادعاهای دخالت در سیاست داخلی یکدیگر و اختلافات بر سر آب رود فرات ، هزینه های ترانزیت نفت و مواضع نسبت به اسرائیل ، با رقابت سنتی روبرو شده است. سوریه پس از حمله عراق به کویت در سال ۱۹۹۰ روابط خود را قطع کرد و به دیگر کشورهای عربی پیوست و نیروهای نظامی را به ائتلافی که عراق را از کویت مجبور کرد اعزام کرد. روابط سرد بود تا اینکه بشار اسد در سال ۲۰۰۰ رئیس جمهور سوریه شد.

## پیشرفت
اگرچه روابط رسمی دو کشور در گذشته به حالت تعلیق درآمده بود ، اما روابط سوریه و عراق در سالهای اخیر تحولاتی را تجربه کرده و سفرهای متقابل دو کشور منجر به توافق نامه های زیادی در زمینه همکاری اقتصادی از جمله توافق نامه برای از سرگیری پمپاژ نفت از طریق سرزمین های سوریه که در سال ۱۹۸۲ به حالت تعلیق درآمد.
سوریه با تأکید بر ضرورت حفظ استقلال عراق و حمایت از روند سیاسی این کشور ، با اشغال عراق در سال ۲۰۰۳ به شدت مخالفت کرد و خواستار جدول زمانی برای خروج نیروهای خارجی از عراق شد. سوریه همچنین میزبان بیش از ۲ میلیون عراقی بوده و پناهگاه آنها است.
سوریه و عراق به طور رسمی بیش از بیست سال بیگانگی دیپلماتیک را پایان دادند ، زمانی که وزیر امور خارجه سوریه ، ولید معلم ، در سال ۲۰۰۶ از عراق دیدار کرد ، که نخستین جلسه از زمان سقوط صدام حسین در سال ۲۰۰۳ بود. سفارت ها بعداً در سال ۲۰۰۶ گشایش یافتند . در ۲۳ اوت ۲۰۰۹ دولت عراق مکالمه ای ضبط شده را پخش کرد که دو عضو جنبش بعثی عراق مستقر در سوریه ، ستام فرهان و محمد یونس آل احمد را با بمبگذاری های بغداد در اوت ۲۰۰۹ که بیش از ۱۰۰ کشته برجا گذاشت ، پیوند داد . وزارت خارجه سوریه دخالت سوریه در این حمله را انکار کرد. در تاریخ ۲۵ اوت عراق سفیر خود را برای بازگشت از سوریه احضار کرد ، دولت سوریه در اقدامی تلافی جویانه طی چند ساعت دستور مشابه سفیر خود را صادر کرد. بعداً مسئولیت حمله را دولت اسلامی عراق برعهده گرفت. 
یک گذرگاه حیاتی مرزی در نزدیکی شهر القائم که مراکز عراق و سوریه را به یکدیگر متصل می کند ، پس از تصرف توسط جهادگران داعش از سال ۲۰۱۴، در ۳۰ سپتامبر ۲۰۱۹ بازگشایی شد.

### جنگ داخلی سوریه
عراق و سوریه هم متحدان نزدیک ایران هستند. عراق سفارت خود را در سوریه حفظ کرده است ، در حالی که بسیاری دیگر سفارت های خود را تعطیل کرده‌اند ، سفیران خود را پس گرفته اند یا به طور موقت به بیروت منتقل کرده اند. در مارس ۲۰۱۲ ، قانونگذاران محلی در استان دهوک عراق به افتتاح اردوگاه برای پناهندگان از سوریه رای دادند. اگرچه برخی از روحانیون شیعه عراق از حمایت از اسد خودداری کردند و مقتدی صدر از رئیس جمهور سوریه خواست که از قدرت کناره گیری کند ، عراق همچنان یکی از معدود کشورهای عربی باقی مانده است که از دولت سوریه حمایت می کنند و رای ممتنع داده است. از رای گیری برای اخراج سوریه از اتحادیه عرب.

در جنگ داخلی سوریه ، عراق یکی از دولتهایی است که از رئیس جمهور اسد حمایت کرده است

هر دو کشور همکاری نزدیکی با یکدیگر علیه داعش داشته‌اند ، زیرا عراق بخشی از ائتلاف روسیه - سوریه - ایران - عراق است که در نتیجه توافق حاصل شده در پایان سپتامبر ۲۰۱۵ بین روسیه ، ایران ، عراق و سوریه تشکیل شده است. برای "کمک و همکاری در جمع آوری اطلاعات مربوط به گروه تروریستی داعش (داعش) برای مقابله با پیشرفت های این گروه ، بر اساس بیانیه صادر شده توسط فرماندهی عملیات مشترک عراق.
از سال ۲۰۱۶ داوطلبان عراقی در کنار نیروی زمینی سوریه جنگیده اند و نیروهای آنها در گذرگاه مرزی عراق و سوریه با یکدیگر دیدار کرده اند. در فوریه ۲۰۱۷ ، عراق نخستین حمله هوایی خود را علیه اهداف داعش در سوریه انجام داد که با هماهنگی دولت سوریه انجام شد. در ژوئیه ۲۰۱۷ ، عراق همراه با ایران توافق نامه ای را برای تقویت همکاری های نظامی با سوریه امضا کردند.